# コモエ県
座標: 北緯12度10分 西経4度10分 / 北緯12.167度 西経4.167度
コモエ県は、ブルキナファソのカスカード地方に位置する県である。面積は15,277km2、2006年の人口は400,534人で県都はバンフォラ。

## 下位行政区画

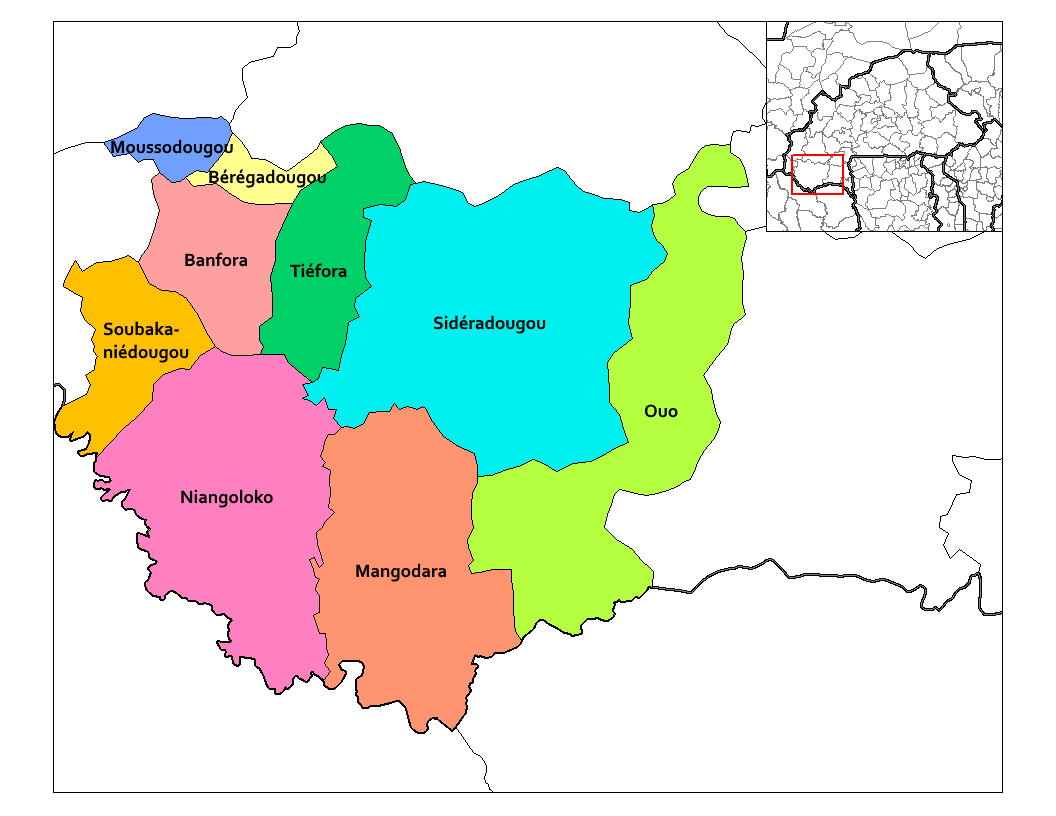
郡の区割り

9つの郡が存在する。
| 郡名                 | 首府               | 総人口 (2006年) |
| -------------------- | ------------------ | --------------- |
| バンフォラ郡         | バンフォラ         | 106,815         |
| ベレガドゥグー郡     | ベレガドゥグー     | 11,755          |
| マンゴダラ郡         | マンゴダラ         | 49,746          |
| ムソトゥグー郡       | ムソトゥグー       | 10,444          |
| ニアンゴロコ郡       | ニアンゴロコ       | 51,345          |
| ウオ郡               | ウオ               | 23,450          |
| シデラドゥグー郡     | シデラドゥグー     | 76,540          |
| スバカニエドゥグー郡 | スバカニエドゥグー | 27,945          |
| ティエフォラ郡       | ティエフォラ       | 42,494          |

## 隣接する県
- フエ県
- ブグリバ県
- ポニ県
- ザンザン地方 ブンカニ州
- サヴァヌ地方 チョロゴ州
- レラバ県
- ケネドゥグ県